# Cumbre de la OTAN

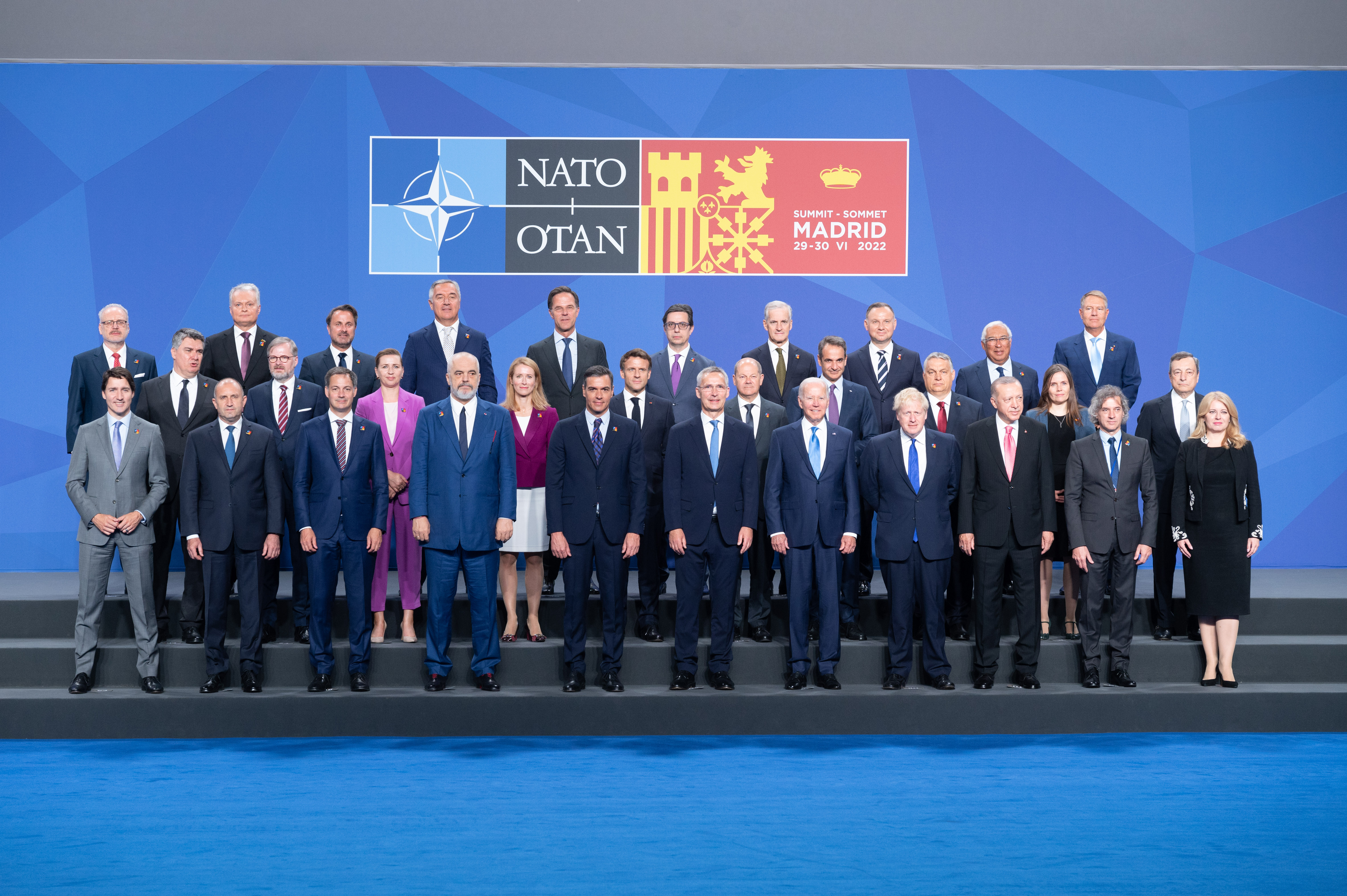
Retrato oficial de los Jefes de Estado y de Gobierno de la OTAN (29/06/2022)

Una cumbre de la OTAN es una cumbre que está considerada como una oportunidad periódica para los Jefes de Estado y los Jefes de Gobierno de los países miembros de la OTAN para evaluar y proporcionar direcciones estratégicas para las actividades de la Alianza.
Las cumbres de la OTAN no son encuentros regulares como las más frecuentes reuniones ministeriales de la OTAN, sino coyunturas importantes en el proceso de toma de decisiones de la Alianza al más alto nivel. Las cumbres a menudo se usan para introducir nuevas políticas, invitar nuevos miembros a la Alianza, lanzar nuevas grandes iniciativas y construir asociciones con países no miembros de la OTAN.

## Lista de cumbres de la OTAN
|    | Cumbre                                          | Fecha                        | País anfitrión     | Lugar                      | Resumen |
| -- | ----------------------------------------------- | ---------------------------- | ------------------ | -------------------------- | --- |
| 1  | Cumbre de París de 1957                         | 16 a 19 de diciembre de 1957 | Francia            | París                      | |
| 2  | Cumbre de Bruselas de 1974                      | 26 de junio de 1974          | Bélgica            | Bruselas                   | |
| 3  | Cumbre de Bruselas de 1975                      | 29 y 30 de mayo de 1975      | Bélgica            | Bruselas                   | |
| 4  | Cumbre de Londres de 1977                       | 10 y 11 de mayo de 1977      | Reino Unido        | Londres                    | |
| 5  | Cumbre de Washington de 1978                    | 30 y 31 de mayo de 1978      | Estados Unidos     | Washington D. C.           | |
| 6  | Cumbre de Bonn de 1982                          | 10 de junio de 1982          | Alemania           | Bonn                       | |
| 7  | Cumbre de Bruselas de 1985                      | 21 de noviembre de 1985      | Bélgica            | Bruselas                   | |
| 8  | Cumbre de Bruselas de 1988                      | 2 y 3 de marzo de 1988       | Bélgica            | Bruselas                   | |
| 9  | Cumbre de Bruselas de 1989                      | 29 y 30 de mayo de 1989      | Bélgica            | Bruselas                   | |
| 10 | Cumbre de Bruselas de 1989                      | 4 de diciembre de 1989       | Bélgica            | Bruselas                   | |
| 11 | Cumbre de Londres de 1990                       | 5 y 6 de julio de 1990       | Reino Unido        | Londres                    | |
| 12 | Cumbre de Roma de 1991                          | 7 y 8 de noviembre de 1991   | Italia             | Roma                       | |
| 13 | Cumbre de Bruselas de 1994                      | 10 y 11 de enero de 1994     | Bélgica            | Bruselas                   | |
|    | Cumbre de París de 1997                         | 27 de mayo de 1997           | Francia            | París                      | |
| 14 | Cumbre de Madrid de 1997                        | 8 y 9 de julio de 1997       | España             | Madrid                     | |
| 15 | Cumbre de Washington de 1999                    | 23 a 25 de abril de 1999     | Estados Unidos     | Washington D. C.           | |
|    | Cumbre en el Cuartel General de la OTAN de 2001 | 23 a 25 de abril de 2001     | Bélgica            | Cuartel General de la OTAN | |
|    | Cumbre de Roma de 2002                          | 28 de mayo de 2002           | Italia             | Roma                       | |
| 16 | Cumbre de Praga de 2002                         | 21 y 22 de noviembre de 2002 | República Checa    | Praga                      | |
| 17 | Cumbre de Estambul de 2004                      | 28 y 29 de junio de 2004     | Turquía            | Estambul                   | |
| 18 | Cumbre en el Cuartel General de la OTAN de 2005 | 22 de febrero de 2005        | Bélgica            | Cuartel General de la OTAN | |
| 19 | Cumbre de Riga de 2006                          | 28 y 29 de noviembre de 2006 | Letonia            | Riga                       | |
| 20 | Cumbre de Bucarest de 2008                      | 2 a 4 de abril de 2008       | Rumania            | Bucarest                   | |
| 21 | Cumbre de Estrasburgo-Kehl de 2009              | 3 y 4 de abril de 2009       | Francia y Alemania | Estrasburgo-Kehl           | |
| 22 | Cumbre de Lisboa de 2010                        | 19 y 20 de noviembre de 2010 | Portugal           | Lisboa                     | |
| 23 | Cumbre de Chicago de 2012                       | 20 y 21 de mayo de 2012      | Estados Unidos     | Chicago                    | |
| 24 | Cumbre de Newport de 2014                       | 4 y 5 de septiembre de 2014  | Reino Unido        | Newport                    | |
| 25 | Cumbre de Varsovia de 2016                      | 8 y 9 de julio de 2016       | Polonia            | Varsovia                   | |
| 26 | Cumbre de Bruselas de 2017                      | 25 y 26 de mayo de 2017      | Bélgica            | Bruselas                   | |
| 27 | Cumbre de Bruselas de 2018                      | 11 y 12 de julio de 2018     | Bélgica            | Bruselas                   | |
| 28 | Cumbre de Londres de 2019                       | 3 y 4 de diciembre de 2019   | Reino Unido        | Londres                    | |
| 29 | Cumbre de Bruselas de 2021                      | 14 de junio de 2021          | Bélgica            | Bruselas                   | |
|    | Cumbre Extraordinaria de Bruselas de 2022       | 24 de marzo de 2022          | Bélgica            | Bruselas                   | Cumbre extraordinaria convocada por el secretario general Jens Stoltenberg tras la invasión rusa de Ucrania . |
| 30 | Cumbre de Madrid de 2022                        | 29 y 30 de junio de 2022     | España             | Madrid                     | |
| 31 | Cumbre de Vilna de 2023                         | 11 y 12 de julio de 2023     | Lituania           | Vilna                      | |
| 32 | Cumbre de Washington D. C. de 2024              | 9 a 11 de julio de 2024      | Estados Unidos     | Washington D. C.           | |
| 33 | Cumbre de La Haya de 2025                       | por confirmar                | Países Bajos       | La Haya                    | |